# Österreichischer Gebirgsverein
Der Österreichische Gebirgsverein, mit vollständigem Namen Österreichischer Alpenverein, Sektion Österreichischer Gebirgsverein, mit Sitz in Wien ist ein Zweig des Österreichischen Alpenvereins. Mit 30.895 Mitgliedern (Stand: 31. Dezember 2024) bildet er den fünftgrößten der rund 195 Zweige des Österreichischen Alpenvereins. Das Vereinsabzeichen sind drei Enziane als Sinnbild der Treue. Dem Gebirgsverein sind mehrere Ortsgruppen angeschlossen. Der Verein ist mit seinen 19 Schutzhütten und Biwaks (wobei die Lobauer Hütte in Wien nicht offiziell erwähnt wird) sowie dem Gebirgsvereinshaus in Wien-Josefstadt einer der beiden größten hüttenführenden Zweige innerhalb des Österreichischen Alpenvereins. Weiters betreuen die ehrenamtlichen Wegepaten des Gebirgsverein mehr als 800 km alpiner Wege und Steige.
Der Österreichische Gebirgsverein verfolgt keine parteipolitischen Interessen. Am Standort Lerchenfelder Straße 28 wird neben einer Servicestelle samt Buch- und Sportartikelhandel sowie Ausrüstungsverleih eine Kletterhalle mit umfangreichem Kursangebot betrieben.

## Geschichte
Der Gebirgsverein wurde 1890 vom Deutschen Hugo Gerbers (* 3. März 1845 in Wesel; † 13. Juni 1918 in Aflenz) unter dem Namen Niederösterreichischer Gebirgsverein gegründet (Gründungsversammlung: 25. März 1890) und hatte sein erstes Vereinslokal in Brandl’s Gasthaus „Zum rothen Haus“ im neunten Wiener Gemeindebezirk, Alsergrund, Garelligasse 3. Ab August 1890 erschien als monatliche Vereinspublikation Der Gebirgsfreund. Zeitschrift des Niederösterreichischen Gebirgsvereins.
1904 erfolgte die Umbenennung in Österreichischer Gebirgsverein.
Der Österreichische Gebirgsverein hatte seit August 1920 einen Arierparagraphen in den Satzungen, stand aber nach eigenen Angaben schon die Jahrzehnte zuvor auf „deutsch-arischer Grundlage“ und nahm keine Juden auf. Dieses dunkle Kapitel in der Geschichte des Vereins wurde aufgearbeitet und daraus entstand schließlich das wissenschaftlich zugängliche Archiv des Vereins. Heute lebt der Alpenverein-Gebirgsverein seine im Leitbild festgehaltenen Werte Vielfalt, Offenheit und Toleranz in herausragender Form, indem zum Beispiel die einzige im Österreichischen Alpenverein bekannte Fachgruppe für Migranten, die Gruppe „Wiener Melange“, im Verein ihre Heimat hat.
1925 wurde mit dem Österreichischen Touristenklub eine Arbeitsgemeinschaft gebildet.
1928 wurde in der Lerchenfelder Straße in Wien-Josefstadt ein vierstöckiges Privathaus erworben, das bis heute als Vereinszentrale dient.
1930 erfolgte der Anschluss an den Deutschen und Österreichischen Alpenverein, der mit Verlautbarung vom 14. März 1938 in den Deutschen Alpenverein überging. Vom Herbst 1938 bis 1945 wurde dabei der Name Ostmärkischer Gebirgsverein geführt. Nach dem Ende des Zweiten Weltkrieges wurde der Österreichische Gebirgsverein wieder aus dem Deutschen Alpenverein ausgegliedert.
1955 tritt der Österreichische Gebirgsverein (per 1. Jänner 1955) der Dachorganisation, dem Österreichischen Alpenverein, als Zweigverein bei. Vertrag vom 8. Juni 1954. Ihm werden dabei Sonderrechte eingeräumt, wie das Führen eines eigenen Logos bzw. Vereinszeichens.
2011 hat die Hauptversammlung den Entschluss gefasst, die antisemitischen Kapitel der Vereinsgeschichte endgültig aufzuarbeiten.
2013 Eröffnung des Klettersteiges Gebirgsvereinssteig auf der Hohen Wand (1. Mai 2013), der in kürzester Zeit zu einem der beliebtesten Klettersteige der Voralpen wurde.
Am Peilstein wurde gemeinsam mit den Gemeinden ein Themenweg zum Thema Klettern eröffnet (25. Mai 2013).
2014 Erweiterung der seit 2011 bestehenden Kooperation mit der Kletterhalle Marswiese durch Beteiligung an der Hallenerweiterung.
2017 Launch des Weitwanderweges Weg der Sonne, über Schneealpe und Rax.
2018 Launch des Kulturweg Wienerwald von Heiligenkreuz über den Peilstein in den Kurpark Baden.
2019 Launch des „Neue-Welt-Rundwanderweges“ rund um die Neue Welt (Fischauer Vorberge - Hohe Wand).
2014 erhielt die Schwarzenberghütte das Umweltgütesiegel für Alpenvereinshütten. 2018 wurde das Siegel an die Gloggnitzer Hütte erteilt. Diese Hütte wurde 2019 mit dem Umweltzeichen der Republik Österreich ausgezeichnet. Im selben Jahr wurde die Lilienfelder Hütte mit dem Umweltgütesiegel für Alpenvereinshütten ausgezeichnet; 2021 folgte das Hubertushaus.
Seit 2023 ist der Österreichische Gebirgsverein einer der Pilotzweige des ÖAV hinsichtlich dessen „Klimastrategie 2033“ mit dem Ziel, bis 2033 klimaneutral zu wirtschaften. Dazu wird eine Transparenzseite betrieben.

## Ortsgruppen
Die im Gebirgsverein zusammengeschlossenen Ortsgruppen sind eigenständige Rechtspersönlichkeiten.
- Südwien-Mürzer-Oberland. Die Ortsgruppe Südwien-Mürzer-Oberland ist in Altenberg an der Rax beheimatet und besteht seit 1908.[27]
- Gloggnitz. Die Ortsgruppe in Gloggnitz entstand Anfang der 1930er Jahre aus einer Turnergruppe und betreut die Gloggnitzer Hütte.[28]
- Neunkirchen. Die Ortsgruppe in Neunkirchen wurde 1921 gegründet und besitzt und betreut die unbewirtschaftete Neunkirchner Hütte in den Wölzer Tauern.[29]
- Pfaffstätten - Baden. Die Ortsgruppe betreut die Rudolf-Proksch-Hütte am Pfaffstättner Kogel. Die Gruppe hieß ursprünglich „Ortsgruppe Baden“ und fügte durch Beschluss der Hauptversammlung 2023 dem Namen das „Pfaffstätten“ hinzu. Ebenfalls wurde der Vereinssitz von Baden nach Pfaffstätten verlegt.
- St. Pölten. Die Ortsgruppe in St. Pölten wurde 1913 gegründet und besitzt und betreut die Türnitzer Hütte.[30]
- Neulengbach. Die Ortsgruppe in Neulengbach betreut seit 2004 eine Kletterwand.[31]
- Weitere Ortsgruppen bestehen in Ober-Grafendorf, Mank, der Lobau sowie in Budapest.

## Fachgruppen
- Familiengruppe
- Die Felsgeggis
- Out of Range
- Gemeinsam Raus
- Seniorenwanderclub
- Enzian unterwegs
- Bergsteigergruppe (BG)
- Forum Alpin
- Alpine Zitherrunde Enzian
- Gebirgsverein-Climbingteam
- Fachgruppe Geo
- Blinden- und Sehschwachen-Gruppe
- Fachgruppe Botanik
- Wiener Melange

Alle Gruppen des Vereins findet man auf dessen Gruppenwebsite.

## Hütten

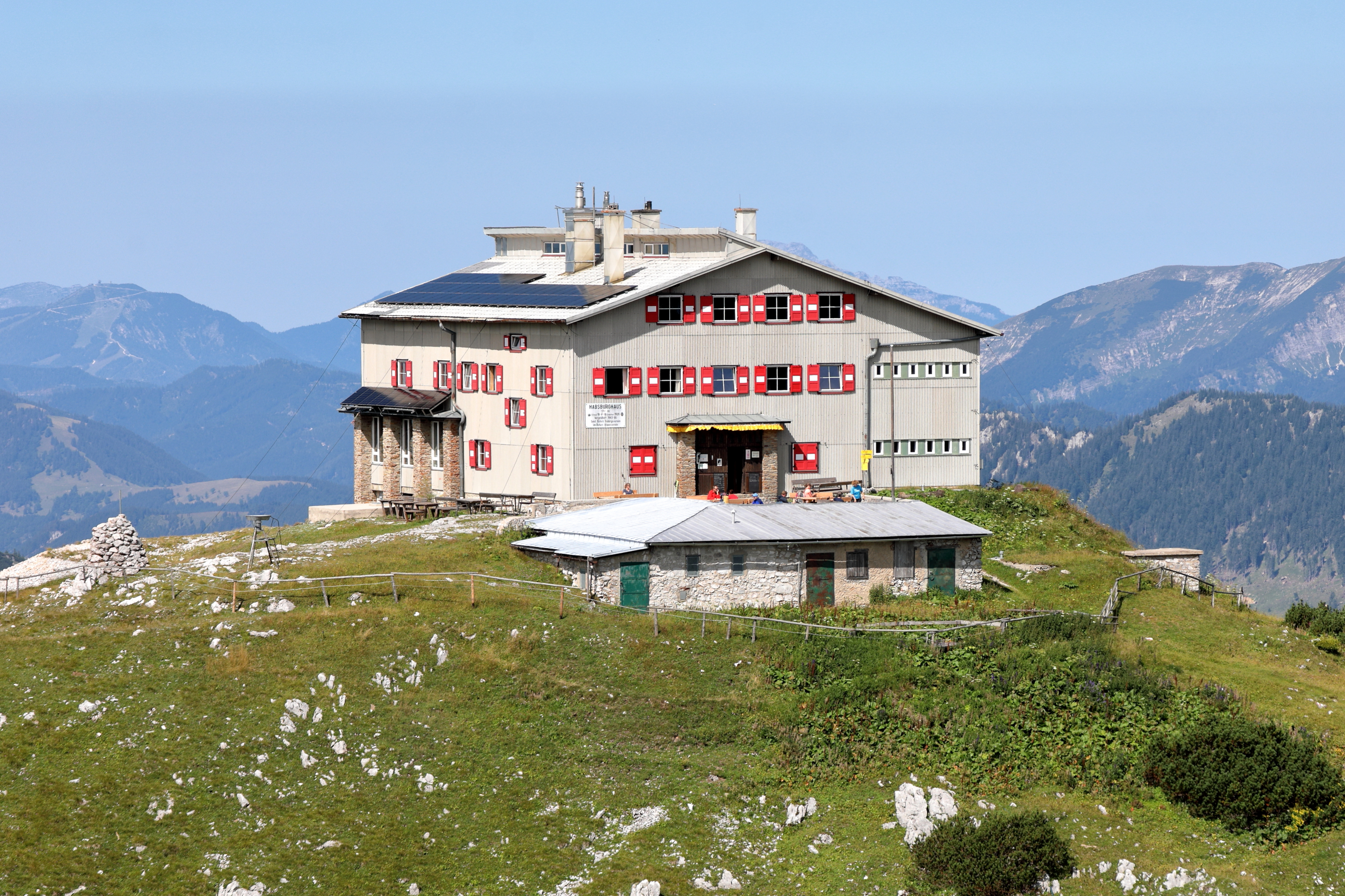
Habsburghaus auf der Rax;
1899 eröffnet

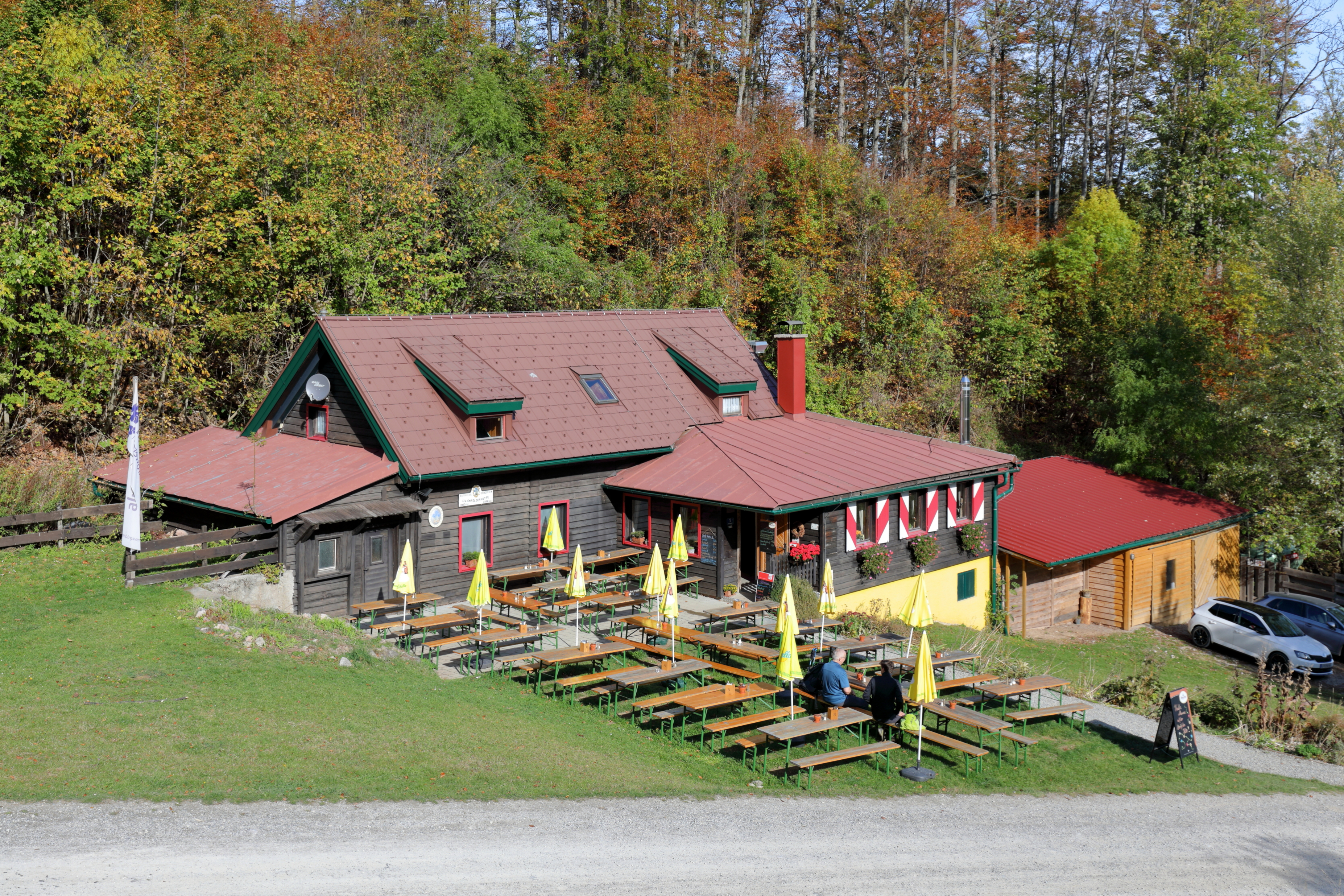
Lilienfelder Hütte am Muckenkogel;
1926 errichtet

- Annaberger Haus, Tirolerkogel, Niederösterreich
- Gebirgsvereins-Haus, Lerchenfelder Straße 28, 1080 Wien
- Gloggnitzer Hütte, Rax, Niederösterreich UGS
- Goferhütte, Gesäuse, Steiermark
- Gruberscharten-Biwak, Glocknergruppe, Salzburg
- Habsburghaus, Rax, Niederösterreich
- Hubertushaus, Hohe Wand, Niederösterreich UGS
- Hugo-Gerbers-Hütte, Kreuzeckgruppe, Kärnten
- Julius-Seitner-Hütte, Eisenstein, Niederösterreich
- Kutatschhütte, Schneealpe, Steiermark
- Lilienfelder Hütte, Muckenkogel, Niederösterreich UGS
- Lobauer Hütte, Alte Donau, Wien
- Neunkirchner Hütte, Wölzer Tauern, Steiermark
- Peilsteinhaus, Peilstein, Niederösterreich
- Rudolf-Proksch-Hütte, Pfaffstättner Kogel, Niederösterreich
- Schneealpenhaus, Schneealpe, Steiermark
- Südwiener Hütte, Radstädter Tauern, Salzburg
- Schwarzenberghütte, Glocknergruppe, Salzburg UGS
- Türnitzer Hütte, Türnitzer Höger, Niederösterreich
- Wetterkoglerhaus, Hochwechsel, Niederösterreich

## Ehemalige Gebirgsverein-Hütten (Auswahl)
- Anton-Renk-Hütte (Ötztaler Alpen, Tirol)
- Berndorfer Hütte (Hohe Mandling, Niederösterreich)
- Enzianhütte (Inntalkette, Tirol)
- Klosterneuburger Hütte (Wölzer Tauern, Steiermark)
- Millstätterhütte (Nockberge, Kärnten)
- Nauderer Schihütte (Nauderer Berge, Tirol)
- Pleschnitzzinkenhütte (Schladminger Tauern, Steiermark)
- Roßkogelhütte (Roßkogel (Stubaier Alpen), Tirol)
- Terzerhaus (Ybbstaler Alpen, Niederösterreich)
- Teufelsteinhütte (Teufelstein (Wienerwald), Niederösterreich)